# EHC Arosa
Der Eishockey-Club Arosa ist ein traditionsreicher Schweizer Eishockeyclub aus Arosa im Kanton Graubünden. Er wurde 1924 gegründet und gewann neunmal den Meistertitel, davon siebenmal in Folge (1951–1957, 1980 und 1982). Damit steht er bis heute an vierter Stelle der nationalen Bestenliste. Der Club trägt seine Heimspiele im Sport- und Kongresszentrum in Arosa aus.

## Gründung und frühe Jahre
Zu Beginn des 20. Jahrhunderts wurde im Kurort Arosa Bandy gespielt. Zu diesem Zweck errichtete man auf dem gefrorenen Obersee eigens einen Bandyrink. Die Begeisterung für die damals in Europa noch junge Sportart Eishockey ging jedoch schon kurze Zeit später von der örtlichen Jugend aus. Diese spielte im Sommer zusammen im Fussballclub und traf sich winters jeweils beim heutigen Robinson Club Arosa, um auf dem Rothornseeli zu trainieren und Spiele auszutragen. Im Dezember 1924 gründeten acht Mitglieder des Fussballclubs den EHC Arosa. Darunter befanden sich neben Hans Staub – Vater von Roger und Grossvater von Heini Staub – auch die Skirennfahrer David Zogg und Beni Führer. Das erste offizielle Spiel wurde am 14. Dezember 1924 in Arosa gegen den Grasshopper Club Zürich ausgetragen, den der EHC Arosa überraschend mit 3:1 bezwingen konnte. Gespielt wurde in den Anfangsjahren ohne Schoner in Fussballtrikots mit kurzen Hosen.
Zunächst absolvierte man hauptsächlich Freundschaftsspiele gegen andere Schweizer Clubs. Zu den Begegnungen mit dem HC Davos im Landwassertal überquerten die Aroser Spieler mit Skiern und Hockeyausrüstung jeweils die Maienfelder Furgga. 1930 wurde von einigen Sporthotels der Aroser Goldcup (später: Sonnengold-Cup) ins Leben gerufen, ein stark besetztes, internationales Turnier, nach dem Vorbild des Spengler Cups. 1930/31 stieg der EHC Arosa in die sogenannte A-Klasse auf. 1938 konnte die von den Stürmern Karl und Werner Lohrer angeführte Mannschaft erstmals einem kanadischen Gegner sowie der polnischen Nationalmannschaft ein Unentschieden abringen. Im darauffolgenden Jahr spielte der EHC Arosa in der Schweizer Nationalliga mit. 1942 feierte der sogenannte Aroser Sturm mit Ueli und Gebi Poltera sowie Hansmartin Trepp Premiere in der Schweizer Nationalmannschaft. 1944/45 erreichte die Mannschaft in der Nationalliga den vierten Schlussrang, und 1946 beendete man die Meisterschaft als Drittklassierte erstmals auf dem Podest. Im gleichen Jahr konnte zudem in der regulären Meisterschaft erstmals der als praktisch unschlagbar geltende HC Davos mit 6:5 bezwungen werden. Damit begann für den EHC Arosa eine über ein Jahrzehnt andauernde Phase des sportlichen Erfolgs.

## Die erfolgreichen 1950er- und 1980er-Jahre
Legendär in der Schweizer Sportgeschichte waren die Erfolge des Vereins in den 1940er- und 1950er-Jahren, als der Aroser Sturm zu den besten Angriffsformationen Europas zählte und der Club 1951–57 siebenmal in Folge den Meistertitel feiern konnte. Die teilweise erdrückende nationale Dominanz dieser Linie konnte erst 1957/58 mit ihrem verletzungsbedingten Auseinanderfallen gebrochen werden.
Daneben sorgte Ende der 1970er-Jahre der – nach einer langen sportlichen Durststrecke nicht mehr für möglich gehaltene – Wiederaufstieg von der 1. Amateurliga in die oberste Spielklasse sowie in den 1980ern die sportliche Rivalität mit dem EHC Biel um den Meistertitel und die sogenannten Bündner Derbys mit dem HC Davos für Schlagzeilen. Die beiden Bündner Vereine waren nicht nur etwa gleich alt und bis dahin ähnlich erfolgreich gewesen, sie konnten sich auch auf eine treue Fangemeinde verlassen, welche die jeweiligen Stadien in ein blau/gelbes Meer tauchte, den Farben beider Clubs. 1980 und 1982 konnte der EHC Arosa unter Trainer Lasse Lilja und Präsident Peter Bossert die Meistertitel Nummern acht und neun feiern. 1984/85 schien der 10. Titelerfolg praktisch sicher, als der Club die Tabelle nach der Hinrunde mit sieben Punkten Vorsprung anführte, nach einer durchzogenen Rückrunde aber kurz vor Schluss noch auf Rang 3 zurückfiel.

## Der freiwillige Rückzug aus der Nationalliga

Ehemaliges Logo des EHC Arosa

Die Anfang der 1980er-Jahre rasch fortschreitende Professionalisierung des Schweizer Eishockeys, gestiegene Anforderungen an das Vereinsbudget sowie eine gewisse Sättigung des Zuschauerinteresses nach dem Meistertitel 1982 brachten den Club zusehends in finanzielle Bedrängnis. Die geografische Lage am Ende des langgezogenen und kurvenreichen Schanfiggs und die damit verbundene mühsame Anreise für die Fans erwiesen sich ebenfalls nicht als vorteilhaft.
Nach der Etablierung des EHC Chur 1984 als dritten Bündner Eishockeyclubs in der Nationalliga A liess schliesslich die finanzielle Situation keine andere Lösung zu als den Abstieg in die 1. Liga. Diese freiwillige Relegation nach Abschluss der Saison 1985/86, die Arosa auf Platz acht beendete, war ein Novum in der Geschichte des Schweizer Eishockeys.

## Stabilisierung in der Amateurklasse
Nach diversen Wechseln zwischen 1. und 2. Liga spielte der Club von der Saison 2005/06 bis und mit der Saison 2014/15 in der 1. Liga (nach den Nationalligen A und B), der dritthöchsten Spielklasse in der Schweiz.
Zeitweilig bestand die Absicht, den EHC Arosa bis zur Saison 2011/12 wieder in die NLB zu führen. Dank diversen finanziellen Zusagen und Abschlüssen von Sponsoringverträgen sowie der Zustimmung des Aroser Stimmvolkes zum Umbau der Eissporthalle präsentierte der EHC Arosa diese ambitionierte Vorwärtsstrategie. Dazu wurde ein 5-Jahres-Businessplan erarbeitet und der Vereinsversammlung die zu überwindenden Hindernisse im Weg zum Aufstieg aufgezeigt.
Das hochgesteckte Ziel konnte damals nicht erreicht werden. Zum einen waren die regulatorischen Anforderungen an Nationalliga-Vereine zwischenzeitlich – insbesondere im Nachwuchsbereich – deutlich verschärft worden, und zum anderen musste die erste Mannschaft in der Saison 2011/12 mit dem Nichterreichen der Playoff-Runde einen herben sportlichen Dämpfer in Kauf nehmen; dies, nachdem man ein Jahr zuvor noch den Ostschweizer Amateurmeistertitel feiern konnte.
2013/14 konnte ein Abstieg in die 2. Liga nur knapp verhindert werden, weshalb sich der Club im März 2014 nach sechs Saisons von Trainer Andreas Ritsch trennte. Nach dem Rückzug des Hauptsponsors vor Beginn der Saison 2014/15 mussten die Spielergehälter kurzfristig nachverhandelt werden, was zu einem bedeutenden Aderlass des Kaders führte. Infolgedessen erwies sich die Mannschaft trotz grossem Kampfgeist letztlich als nicht konkurrenzfähig und beendete die Meisterschaft auf dem letzten Platz.
Nach einer starken ersten Saisonhälfte 2015/16 geriet die Entwicklung in der Masterround ins Stocken. Um der Mannschaft für die noch anstehenden Spiele neuen Schub zu geben, entschied die Clubführung, den bisherigen Cheftrainer Marcel Habisreutinger bis zum Saisonende durch Hermann Bruderer zu ersetzen. Habisreutinger blieb für diese Zeit noch im Club tätig und betreute mit den Stufencoaches die Nachwuchsabteilung. Als Nachfolger wurde Herbert Schädler verpflichtet, der seinerseits 2017 durch Marc Haueter ersetzt wurde.

## Projekt Wiederaufstieg in Nationalliga B / Super Regio League
Da die nur neun Mannschaften umfassende Nationalliga B für die Saison 2015/16 eine Öffnung auf mindestens 12 Klubs anstrebte, plante die Vereinsführung des EHC Arosa zusammen mit weiteren Leistungsträgern als Alternative zum Abstieg in die 2. oder gar 4. Liga den NLB-Aufstieg am grünen Tisch. Hierzu waren bis zum 20. März 2015 bei der Swiss Ice Hockey Federation (SIHF) die nötigen Unterlagen einzureichen. Gerechnet wurde mit einem Jahresbudget von mindestens 1,6 Millionen Franken. Vorgesehen war zunächst eine Aufnahme als eigenständiger Verein, es wurde jedoch nicht ausgeschlossen, später als Farmteam eines NLA-Klubs aufzutreten.
Die Entscheidung der SIHF-Lizenzkommission, die durch eine verbandsinterne Indiskretion bereits vorab bekannt wurde, fiel abschlägig aus. Als Grund wurde im Wesentlichen eine aktuell fehlende Nachhaltigkeit des Vorhabens angeführt. Wegen des Aufstiegs des EHC Winterthur in die NLB und aufgrund der Tatsache, dass keine Mannschaft aus der 2. Liga in die 1. Liga aufsteigen wollte, bewirkte die Regio League mit einer Weisung, dass der EHC Arosa auch in der Saison 2015/16 in der 1. Liga spielberechtigt war. Dieser verzichtete in der Folge auf einen Rekurs gegen den Entscheid der Lizenzkommission.
Der EHC Arosa strebt weiterhin eine Zukunft in der NLB an und führt neue, professionellere Strukturen ein. Mit Adrian Fetscherin wurde hierfür ein vollamtlicher Geschäftsführer verpflichtet. Der Betrieb der ersten Mannschaft wurde aus dem Club in die am 27. Juli 2015 gegründete EHC Arosa Sport AG ausgelagert. In der Aktiengesellschaft sind überwiegend Privatpersonen aus Arosa und der übrigen Schweiz investiert. Das Aktienkapital betrug bei der Gründung 130'000 Franken und wurde von 61 Aktionären gezeichnet.
Für die Saison 2016/17 strebte die Klubführung die Qualifikation für die neu geschaffene Super Regio League an. Dieses Ziel wurde knapp verfehlt. Die mittelfristige Zielsetzung ist jedoch nach wie vor der Wiederaufstieg in die Nationalliga B.

## Filme und Medien
Im April 2008 erschien der Dokumentarfilm Arosa isch besser über den EHC Arosa und dessen freiwilligen Abstieg in die 1. Liga. Auch die Handlung des Schweizer Spielfilms Champions mit Marco Rima, Andrea Zogg und Jörg Schneider von 2010 knüpft an diesen vereinsgeschichtlichen Tiefpunkt an. 2011 strahlte das Schweizer Fernsehen einen Sonderbeitrag zum 25. Jahrestag des Abstiegs aus.

## Varia
Bis heute geniessen die früheren Erfolge des EHC Arosa in der Öffentlichkeit eine bemerkenswerte Wahrnehmung und Sympathie. Dazu beigetragen haben neben der breiten medialen Aufbereitung der Ereignisse von 1986 auch die gelegentlichen sportlichen Auftritte der Legenden von damals, wie etwa im Vorfeld der Euro Hockey Challenge 2012 am 6. April 2012 in Arosa, bei den Feierlichkeiten zum 100-jährigen Bestehen der Arosabahn am 13. Dezember 2014 oder anlässlich des Spengler Cups 2014.
Obwohl der Verein über keine eigene Damenmannschaft verfügt, standen in den 2010er-Jahren vier Spielerinnen aus der Nachwuchsabteilung des EHC Arosa im Kader der Schweizer Damen-Nationalmannschaft (Monika, Nina und Isabel Waidacher sowie Livia Altmann).
Der von 2006 bis August 2012 amtierende Vereinspräsident, Roger Meier, ist ein Enkel von Ueli Poltera. Sein Vorgänger und Nachfolger ist Ludwig Waidacher junior.
2014 wurden im Rahmen einer Crowdfunding-Aktion der EHC Arosa-Fans knapp 35'000 Franken gesammelt, nachdem sich der bisherige Hauptsponsor am Ende der vergangenen Saison von seinem Engagement zurückgezogen hatte.
Am 28. Dezember 2015 trainierten aktuelle Spieler und Legenden des EHC Arosa im Rahmen des EHC-Arosa-Tags gemeinsam auf dem schwarzgefrorenen Obersee.
Auf die Saison 2017/18 hin stiess der Verteidiger Lane Pfosi zur ersten Mannschaft. Damit spielte nach Hans Pfosi und Guido Pfosi bereits die dritte Generation der Familie Pfosi für den EHC Arosa.
Anlässlich der «Arosa Ice Classic» 2017 schlug der EHC Arosa in einem Freundschaftsspiel die ZSC Lions mit 7:5.
Zum 100-jährigen Bestehen des EHC Arosa fanden am 30. November und 1. Dezember 2024 Jubiläumsfeierlichkeiten statt. Am ersten Tag fand im Humorzelt bei der Tschuggenhütte eine zweistündige Jubiläumsshow mit Moderator Jann Billeter und dem Duo Lapsus mit anschliessender Party in der benachbarten «KuhBar» statt. Am 1. Dezember, dem eigentlichen Gründungstag des Vereins. gab es nach einer Autogrammstunde eine Spielerpräsentation und die Eröffnung der neuen «Hall of Fame». Am Nachmittag spielten ehemalige Aroser Spieler wie Guido und Kim Lindemann, Beni Neininger, Reto Dekumbis, Richard Grenier, Monika, Nina und Isabel Waidacher sowie Livia Altmann mit «Special Guest» Jann Billeter gegen die Mannschaft «Old Stars and Legends», mit Mathias Seger, Jan und Reto von Arx, Josef Marha und anderen. Abgerundet wurden die Feierlichkeiten mit dem Meisterschaftsspiel der My Hockey League EHC Arosa – SC Langenthal.

## Erfolgreiche Spieler
| - Livia Altmann - Luzi Bergamin - Werner Bonadurer - Guido Brun - Christian Brunold - Leo Cadisch - Andrea Caduff - Jürg Casalini - Guy Charron - Paul Christoffel - Tiziana Cipriani Gadient - Pietro Cunti - Reto Dekumbis - Robert Dekumbis - Albin Felc - Richard Grenier - Fabian Gull - Wädi Gysi - Konstantin Harter - Jack de Heer - Richard Hermann - Ueli Hofmann - Barry Jenkins | - Andy Jorns - Marco Koller - Ruedi Kramer - Guido Lindemann - Kim Lindemann - Markus Lindemann - Sven Lindemann - Heini Lohrer - Reto Lohrer - Werner Lohrer - Merlin Malinowski - Jöri Mattli - Jos Mattli - Michael Meier - Sepp Meroni - Steve Metzger - Beni Neininger - Christian Patt - Mario Patt - Guido Pfosi - Hans Pfosi - Gebi Poltera - Georg Poltera | - Ueli Poltera - Reto Poltera - Urs Räber - Paul Reinhard - Martin Riesen - Andreas Ritsch - Edgar Salis - Hansi Schmid - Lolo Schmid - Peter Schranz - Andreas Schwerzmann - René Stampfli - Hans Staub - Heini Staub - Roger Staub - Reto Sturzenegger - Reino Sundberg - Hansmartin Trepp - Isabel Waidacher - Ludwig Waidacher junior - Ludwig Waidacher senior - Monika Waidacher - Nina Waidacher |